# Odisee

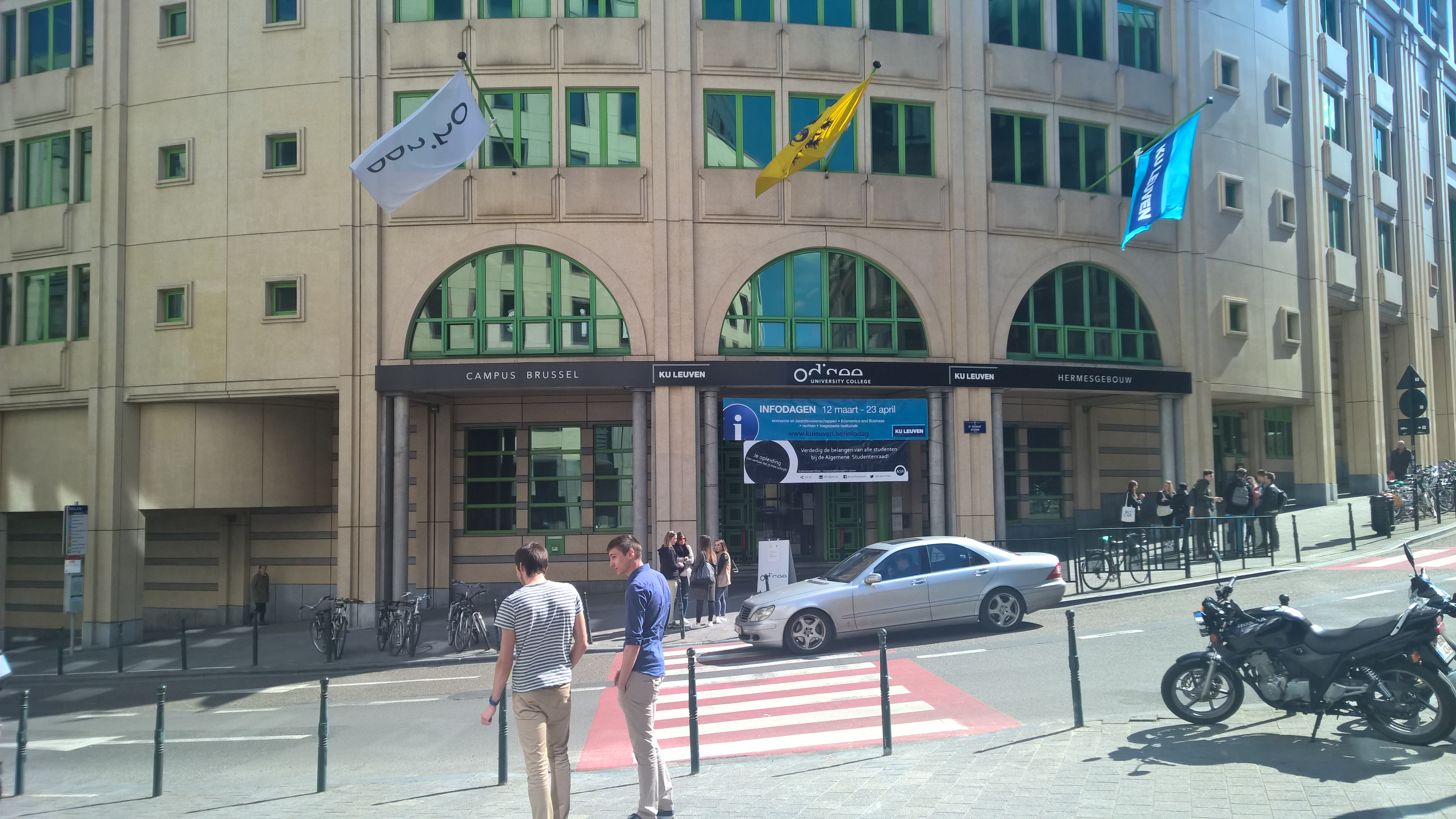
Bâtiment partagé par la KU Leuven campus Bruxelles et Odisee

Odisee est une haute école catholique belge de langue néerlandaise fondée en 2014, établie en Flandre et à Bruxelles. Membre de l'Association Katholieke Universiteit Leuven, elle a été créée le 1er janvier 2014 par la fusion des programmes non-académiques de la Hogeschool-Universiteit Brussel (HUB) et de la Katholieke Hogeschool Sint-Lieven (KAHO). Les programmes universitaires des deux institutions avaient été repris par la KU Leuven en septembre 2013.
Le siège d'Odisee est situé à Bruxelles. Le nouveau nom a été donné le 23 septembre 2014, au début de l'année universitaire 2014-2015.

## Histoire
Historiquement, cette haute école découle des institutions suivantes :
- Hogeschool-Universiteit Brussel
  - EHSAL, European university College de Bruxelles (2002)
    - EHSAL, Economische Hogeschool Sint-Aloysius (Institut supérieur de commerce Saint-Louis, 1925)
    - Katholieke Hogeschool Brussel (2002)
      - Guardini Instituut voor Pedagogisch Hoger Onderwijs
      - Hogeschool Sint-Thomas
      - Hogeschool voor Verpleegkunde en Kinesitherapie (HIVEK)

    - IRIS Hogeschool Brussel

  - L'Université catholique de Bruxelles (issue en 1969 de l'université Saint-Louis - Bruxelles) et quitte la HUB pour devenir KU Leuven campus Brussel.
- Haute-école catholique Sint-Lieven (KAHO, 1995-2013), elle-même le résultat de la fusion de huit établissements avec des bureaux à Gand, Alost et Saint-Nicolas.

En 2013, lorsque les programmes d'études comprenant le master en sciences Commerciales de HUB-EHSAL ont été ajoutés à la KU Leuven, pour former la KULeuven campus Brussel, la haute école à la suite de la perte de ces programmes de master, recherche alors un autre partenaire. Une fusion avec la haute école bruxelloises Erasmushogeschool était évidente, mais n'a pas été possible en raison des accords strictes au sein de la KU Leuven association. HUB-EHSAL a alors fusionné, officiellement le 1er janvier 2014, avec la haute-école de Flandre orientale, katholieke hogeschool Sint-Lieven, avec qui en 2009, un partenariat avait pris fin.

## Campus
Odisee totalise six campus dans cinq villes belges qui accueillent 16 500 étudiants chaque année.
L'EHSAL (école de management) et le centre des études post-académiques accueillaient historiquement quelque 9 500 étudiants par an.

### Sites à Bruxelles
- Campus Brussel : Le campus de Bruxelles se compose de 5 bâtiments principaux nommés ci-après[1] :
  - "Hermes"
  - "Erasmus"
  - "T'Serclaes"
  - "Meyboom"
  - "Terranova" (formations paramédicales)
- Campus Hoger Instituut voor Gezinswetenschappen (HIG)
- Campus Parnas (à Dilbeek)

### Sites en Flandre
- Campus Dirk MARTENS (à Alost)
- Campus Waes (à Saint-Nicolas)
- Technologiecampus (à Gand)